# Zakochany Szekspir
Zakochany Szekspir (ang. Shakespeare in Love) – amerykańsko-brytyjska komedia kostiumowa z 1998 roku w reżyserii Johna Maddena.

## Fabuła
Londyn, 1593. William Shakespeare, młody, ambitny dramaturg i aktor obiecuje swoją nową sztukę Romeo i Ethel, córka pirata, Philipowi Henslove'owi, dyrektorowi teatru Rose. William przeżywa głęboki kryzys twórczy i nie jest w stanie napisać sztuki, poza tym rywalizujący z Henslowe'm właściciel teatru Curtain, Richard Burbage, próbuje go podkupić.
Viola de Lesseps, córka bogatego kupca, narzeczona Lorda Wessex, jest zafascynowana poezją Williama. Wstępuje do trupy Henslove'a w męskim przebraniu jako Thomas Kent. Rozpoznana przez Szekspira nawiązuje z nim szalony romans. Pod wpływem gwałtownego uczucia – i za namową swojego przyjaciela – William przerabia awanturniczą sztukę Romeo i Ethel na melodramat Romeo i Julia.
Niedługo przed premierą sir Tilney otrzymuje donos, że w grupie Henslowe'a jest kobieta (występowanie kobiet na scenie w tamtych czasach było zakazane) i zdemaskowawszy Violę, zamyka teatr pod zarzutem niemoralności. Nieoczekiwanie z pomocą przychodzi Burbage, oferując zespołowi Henslowe'a swój teatr. William przyjmuje rolę Romea, a Viola musi ulec naciskom rodziców i narzeczonego: zgadza się na przyspieszony ślub z Wessexem. Bezpośrednio po zaślubinach ucieka na premierę Romea i Julii – w samą porę, bowiem chłopiec grający Julię nie może wyzwolić się od tremy i to Viola doskonale znająca tekst wychodzi na scenę. Sztuka odnosi niebywały sukces, ale sir Tilney postanawia zamknąć teatr, w którym występuje kobieta.
Nieoczekiwanie na scenę wkracza oglądająca incognito przedstawienie królowa Elżbieta, podtrzymując swym autorytetem iluzję, że w roli Julii wystąpił mężczyzna. Składa u Szekspira zamówienie na komedię.
William i Viola rozstają się na zawsze. Szekspir ma wizję, że Viola jako jedyna ratuje się z katastrofy okrętu, a morze wyrzuca ją na dziewiczą plażę. Zaczyna pisać Wieczór Trzech Króli – nadając swej bohaterce imię Viola.

## Produkcja
Zdjęcia do filmu kręcono na terenie Anglii i Szkocji w następujących lokacjach:
- Londyn (m.in. Tamiza w dzielnicy Barnes, kościół St Bartholomew the Great, Marble Hill House w dzielnicy Twickenham);
- Berkshire (dziedziniec Eton College);
- Hertfordshire (Hatfield House w Hatfield);
- Norfolk (plaża w Holkham);
- Oxfordshire (Broughton Castle)[1].

## Nagrody
- BAFTA dla Najlepszego filmu (1998)
- Złoty Glob dla najlepszego filmu komediowego lub musicalu (1998)
- siedem Oscarów (1998), między innymi w kategorii najlepszy film, pokonując tym samym Szeregowca Ryana Stevena Spielberga, Życie jest piękne Roberto Benigniego i Cienką czerwoną linię Terrence’a Malicka.

## Obsada
- Joseph Fiennes – Will Shakespeare
- Gwyneth Paltrow – Viola De Lesseps
- Judi Dench – Królowa Elżbieta
- Ben Affleck – Ned Alleyn
- Colin Firth – Lord Wessex
- Simon Callow – Tilney, Master of the Revels
- Geoffrey Rush – Philip Henslowe
- Tom Wilkinson – Hugh Fennyman
- Steve O’Donnell – Lambert
- Imelda Staunton − Opiekunka
- Martin Clunes − Richard Burbage

i inni